# Sero electric
Sero electric es una marca de vehículos eléctricos, hechos en Argentina por la fábrica Dadalt.
Su producción en serie fue prevista para noviembre del año 2015. Se planeaba tener 150 unidades para el año 2015, 300 en el 2016 y 500 anuales en el año 2017. Su diseño está basado en el Movitron Teener de diseño italiano. En 2017, el 85% de las piezas del vehículo son fabricadas en Argentina. El montaje de cada unidad requiere de unas 16 horas hombre. Su estructura está compuesta por aleaciones de aluminio de alta resistencia. Su iluminación está compuesta por LEDs para mejorar el consumo de energía.
Los vehículos poseen una autonomía de 45 o 100km según el tipo de batería (plomo o litio) y una velocidad de 45 km/h. El tiempo de recarga es de unas 6 horas aproximadamente. Se proyectan tres modelos: un sedán y dos pick-up. El motor tiene una potencia máxima de 4kw (5,4 cv) u 8kw (10,8cv). 
La vida útil de las baterías es entre 300 y 400 ciclos (plomo) o 2000 ciclos (litio).

## Variantes
- Sero electric Sedán
- Sero electric Cargo Alto
- Sero electric Cargo Bajo Largo
- Sero electric Cargo Bajo Furgón

## Seguridad
Cuenta con frenos delanteros de disco y traseros de tambor.
Según Coradir, la prohibición de circular por rutas y autopistas argentinas nunca fue válida porque se debe reglamentar mediante una ley.